# Бадим
Бадим (порт. Badim) — район (фрегезія) в Португалії, входить в округ Віана-ду-Каштелу. Є складовою частиною муніципалітету Монсан. За старим адміністративним устроєм входив в провінцію Мінью. Входить в економіко-статистичний субрегіон Мінью-Ліма, який входить в Північний регіон. Населення складає 225 чоловік на 2001 рік. Займає площу 7,1 км².